# Piero Gnudi
Piero Gnudi (ur. 17 maja 1938 w Bolonii) – włoski przedsiębiorca, ekonomista i menedżer, od 2011 do 2013 minister do spraw regionalnych, turystyki i sportu w rządzie Maria Montiego.

## Życiorys
Ukończył w 1962 studia z zakresu handlu i ekonomii na Uniwersytecie Bolońskim. Zajął się prowadzeniem własnego przedsiębiorstwa rachunkowego. W 1955 został doradcą ministra handlu i przemysłu.
W czasie wieloletniej kariery zawodowej obejmował szereg stanowisk w organach zarządzających i nadzorczych głównych włoskich przedsiębiorstw. Był prezesem firmy budowlanej Astaldi, a w latach 2002–2011 prezesem zarządu koncernu energetycznego Enel. Pełnił też kierownicze funkcje w Eni, Gianfranco Ferré S.p.A., UniCredit i innych. Został również członkiem komitetu sterującego Aspen Institute, a także członkiem władz organizacji włoskich pracodawców Confindustria.
16 listopada 2011 objął stanowisko ministra ds. regionalnych, turystyki i sportu w rządzie, na którego czele stanął Mario Monti. Urząd ten sprawował do 28 kwietnia 2013.
Odznaczony Kawalerią Krzyża Wielkiego Orderu Zasługi Republiki Włoskiej (2002).